# Nikolai Mihailovski
A nu se confunda cu Nikolai Garin-Mihailovski (1852 - 1906)!

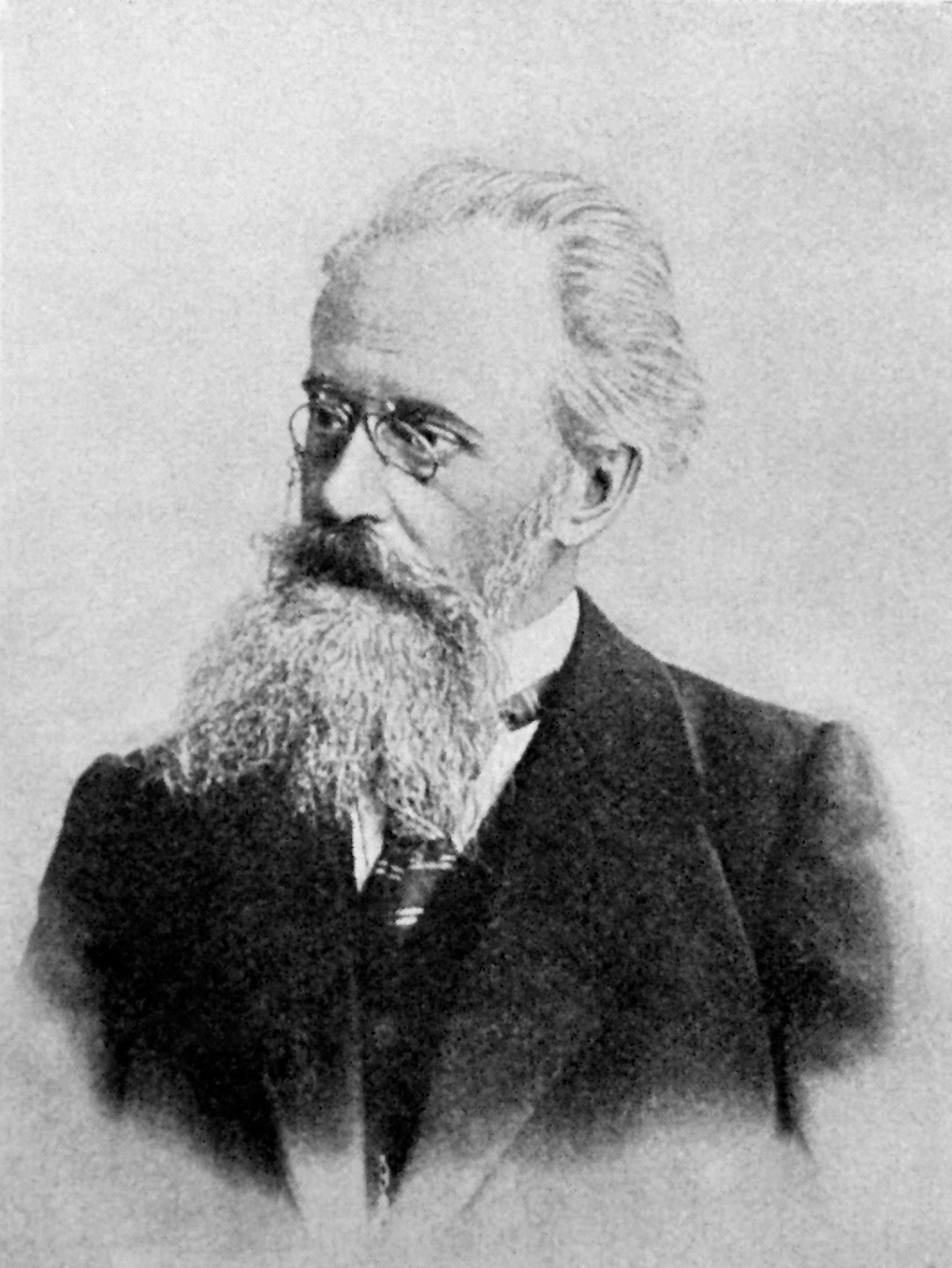
Nikolai Mihailovski

Nikolai Konstantinovici Mihailovski (în rusă: Никола́й Константи́нович Михайло́вский, n. 27 noiembrie [S.V. 15 noiembrie] 1842 la Sankt Petersburg - d. 10 februarie [S.V. 28 ianuarie] 1904 la Sankt Petersburg) a fost un critic literar și sociolog rus de origine ucraineană.
Teoretician al poporanismului, a exercitat o mare influență asupra mișcării intelectuale din Rusia după 1870.
A condus publicația Russkoe bogatsvo.

## Scrieri
- 1869: Čto takoe progress? ("Ce este progresul?"), studii social-filozofice;
- 1872: Čto takoe sčastie? ("Ce este fericirea?"), studii social-filozofice;
- 1882: Gheroi i tolpa ("Eroul și mulțimea"), eseu care concretizează teoria apostolatului social al intelectualității;
- 1882: Jestokii talant ("Un talent teribil").